# Altes Rathaus (Ittlingen)

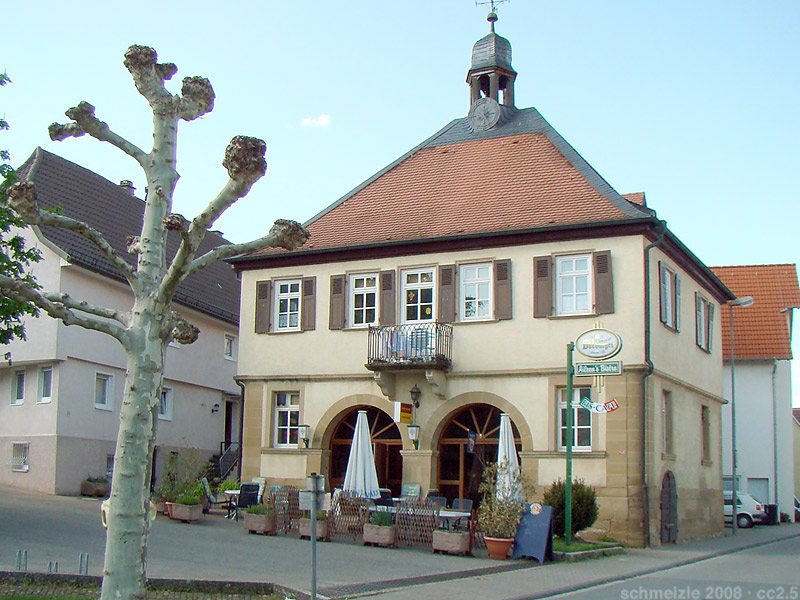
Altes Rathaus in Ittlingen

Das Alte Rathaus in Ittlingen, einer Gemeinde im Landkreis Heilbronn im nördlichen Baden-Württemberg, wurde um 1816 errichtet.

## Geschichte und Beschreibung
An der Stelle eines Vorgängerbaus, der 1816 abgerissen wurde, errichtete man nach Plänen des Architekten Weis aus Karlsruhe das alte Rathaus inmitten des Ortes. Der zweistöckige Bau besitzt fünf Achsen zum Platz hin und wird von einem Walmdach gedeckt. An dieser Seite befindet sich auch der Eingang mit zwei aus Sandstein gefertigten Rundbögen. Die Ecken des Gebäudes sind ebenfalls mit Werkstein aus Sandstein optisch hervorgehoben. Auf dem Dachfirst thront ein Dachreiter mit Glocke und Uhr. An der Schauseite ist im ersten Stock mittig ein Balkon angebracht, der auf schweren Konsolen ruht. An der Straßenseite befindet sich ein rundbogiger Kellereingang.